# Geastrum smardae
Geastrum smardae är en svampart som beskrevs av V.J. Stanek 1956. Geastrum smardae ingår i släktet jordstjärnor och familjen jordstjärnor.  Artens status i Sverige är: Ej påträffad. Inga underarter finns listade i Catalogue of Life.